# 디즈니 주니어
디즈니 주니어(영어: Disney Jr.)는 월트 디즈니 컴퍼니가 2~7세 어린이를 대상으로 설립한 미국의 어린이 텔레비전 네트워크다. 자매 채널로는 ABC, 디즈니 채널, 라디오 디즈니, 디즈니 XD, ESPN, 히스토리채널, 프리폼, 내셔널 지오그래픽이 있다.

## 역사

### 대한민국
대한민국에서 디즈니주니어의 역사는 2004년 6월 1일 디즈니주니어 아시아(플레이하우스 디즈니 아시아)의 화면에 한글 자막을 넣어 방송하는 형태로 시작하였다. 이후 2010년 6월 디즈니주니어를 소유하고 있는 디즈니채널 월드와이드와 SK텔레콤이 손잡고 합작법인인 텔레비전미디어코리아 (Television Media Korea)를 설립, 2011년 7월 11일부터 자체 채널을 통해 한국어 더빙 및 음성 다중 서비스 방송을 시작하였다.
2011년 11월 2일, SK텔레콤은 텔레비전미디어코리아를 포함한 플랫폼 사업을 신규 자회사인 SK플래닛으로 물적분할한다. 이후 SK플래닛은 가지고 있던 텔레비전미디어코리아 주식 전량을 2015년 9월 30일 월트 디즈니 컴퍼니의 한국 법인인 월트디즈니컴퍼니코리아에 매각한다. 이로써 디즈니는 대한민국에서 디즈니주니어와 자매채널인 디즈니채널을 직접 운영하게 되었다.
2021년에 OTT서비스 디즈니+ 대한민국 진출이 결정된 후, 그해 10월 1일부로 폐국되어, 디즈니주니어은 2004년에 플레이하우스 디즈니 아시아를 통해 첫 방송한지 17년만에 역사속으로 사라졌다.

## 대한민국 디즈니주니어의 프로그램
- 《미니의 리본가게》 HD
- 《꼬마의사 맥스터핀스》 HD
- 《영웅 샘 샌드위치의 모험》 HD
- 《티몬과 품바의 Safety Smart》 HD (2012년 11월 14일-종영)
- 《헨리 허글 몬스터》 HD
- 《리틀 프린세스 소피아》 HD
- 《바다탐험대 옥토넛》 HD
- 《니나는 급해요》 HD
- 《잭과 팡》 HD
- 《프리파라》 HD
- 《별에서 온 그대》UHD
- 《로보카폴리》 HD
- 《출동! 파자마 삼총사》 HD (2016년 4월 4일-종영)
- 《라이온 수호대》 HD (2016년 5월 7일-종영)
- 《보름달 공장》 HD
- 《출동! 슈퍼윙스》 HD
- 《골디와 곰돌이》 HD (2016년 7월 11일-종영)
- 《에그엔젤 코코밍》 HD (2016년 9월 1일-종영)
- 《말랑말랑 도우랑》 HD (2016년 9월 9일-종영)
- 《용감한 소방차 레이》 HD
- 《소피 루비》 HD (2016년 12월 10일-종영)
- 《아발로 왕국의 엘레나》 HD (2017년 3월 6일-종영)
- 《몰랑》 HD (2017년 5월 17일-종영)
- 《리루리루 페어리루》 HD (2017년 5월 24일-종영)
- 《미키와 카레이서 클럽》 HD (2017년 7월 15일-종영)
- 《퍼피독 친구들》 HD (2017년 10월 16일-종영)
- 《핑크퐁과 노래해요》 HD (2017년 10월 23일-종영)
- 《고고 다이노》 HD (2018년 1월 15일-23일 | 2018년 1월 24일-종영)
- 《칼리메로》 HD (2018년 1월 15일-종영)
- 《팅커 벨과 요정 친구들》 HD
- 《레미솔라》
- 《엄마 까투리》 HD
- 《모피와 친구들》 HD
- 《치링치링 시크릿 쥬쥬》
- 《리나는 뱀파이어》
- 《멋쟁이 낸시 클랜시》
- 《하이호! 일곱 난쟁이》
- 《캐치! 티니핑 시리즈》
- 《루루와로로(ルルロロ,Tiny Twin Bears)》
- 강철소방대 파이어로보(2016년 10월 24일-종영)